# مردمک ده
مردمک ده، روستایی از توابع بخش مرکزی شهرستان آستانه اشرفیه در استان گیلان ایران است که بخشی از آن در نزدیکی رودبنه قرار گرفته است.

## جمعیت
این روستا در دهستان گورکا قرار دارد و براساس سرشماری مرکز آمار ایران در سال ۱۳۸۵، جمعیت آن ۳۰۹ نفر (۱۰۲خانوار) بوده‌است.